# Ossian

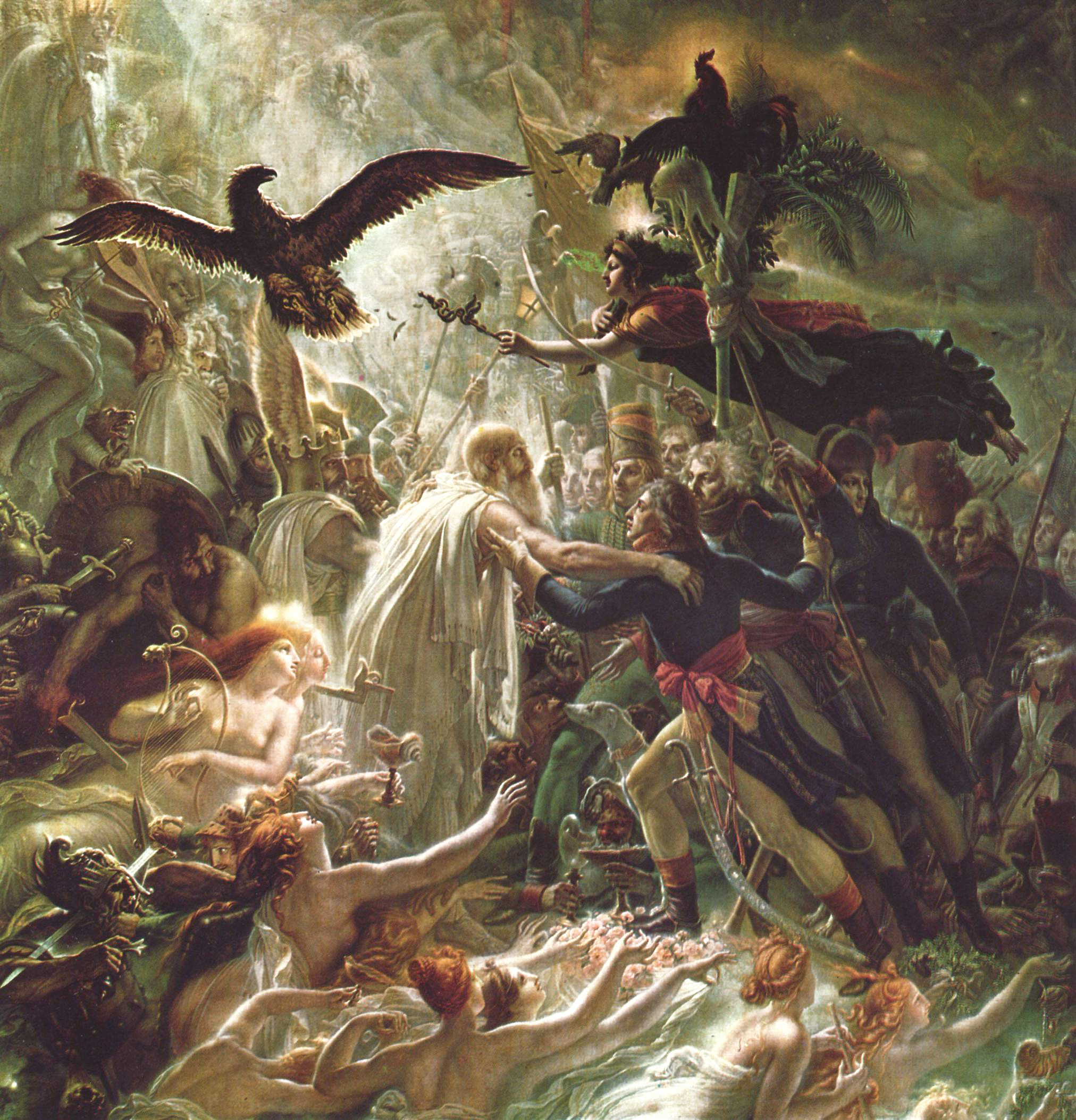
Ossian primind Fantomele Eroilor Francezi apuşi, Anne-Louis Girodet, 1805

Ossian este un erou și bard legendar scoțian din sec. III, fiu al lui Fingal. Sub acest nume, James Macpherson a publicat în 1760 un volum de poezii traduse din limba galică și scoțiana veche și al căror succes a constituit sursa unei mode literare.